# Abus sexuels dans les Foyers de charité
Les abus sexuels dans les Foyers de charité désignent les agressions sexuelles commises au sein de cette institution par certains de ses membres.
En mai 2020, les responsables des Foyers indiquent qu'à leur connaissance, depuis 1950, 13 membres des Foyers de charité, prêtres ou laïcs, ont fait l'objet d'accusations d'abus sexuels. Georges Finet, cofondateur avec Marthe Robin des Foyers de charité en 1936, fait partie des personnes mises en cause. En juin 2023, une commission pluridisciplinaire est mise en place pour enquêter sur ces abus. En mars 2024, l'ensemble des membres de cette commission démissionnent considérant qu'ils n'ont pas les moyens nécessaires pour accomplir leur mission. Une nouvelle commission indépendante voit le jour en janvier 2025.

## Enquêtes sur les abus
En mai 2020, la direction des Foyers de charité rend public un rapport qui révèle les abus sexuels commis par son fondateur, Georges Finet, selon 14 témoignages recueillis. Neuf autres témoignages dénoncent également des abus commis par d'autres personnes, prêtres et laïcs. Le rapport précise en annexe que « depuis 1950, 13 membres des Foyers de charité, prêtres ou laïcs, ont fait l'objet d'accusations d'abus sexuels ».
Plusieurs membres des Foyers font l'objet d'accusation : André Van der Borght à Tressaint, Michel Tierny à Courset, René Bonnafous à Roquefort-les-Pins, Henri Oury à Spa en Belgique. Ils sont reconnus par les Foyers de charité comme des agresseurs sexuels dans le cadre de la confession ou d'un accompagnement spirituel, sur des femmes majeures et mineures.

### Changements de gouvernance
Le 10 février 2022, à la suite de ces révélations, le pape François demande au cardinal Jean-Pierre Ricard, archevêque émérite de Bordeaux, délégué pontifical pour les Foyers de charité, d'en prendre temporairement la gouvernance. Mais celui-ci démissionne un mois plus tard - officiellement pour raisons de santé, mais selon Libération à la demande du président de la Conférence des évêques de France, Éric de Moulins-Beaufort - quelques mois avant de s'accuser publiquement en novembre de faits de nature sexuelle commis trente-cinq ans auparavant sur une adolescente de 14 ans,. C'est d'ailleurs cette dernière qui est à l'origine de la démission du cardinal Ricard, ayant signalé les faits au moment de sa nomination, considérant qu'il était intolérable de voir son agresseur à la tête des Foyers de charité pour régler des problèmes d'abus sexuels.
Le 11 mars 2022, le pape nomme Michel Dubost délégué pontifical des Foyers de charité. Il est assisté de deux vice-délégués pontificaux avec Laurent Landete ancien modérateur de la communauté de l'Emmanuel, membre du Dicastère pour les laïcs, la famille et la vie, et Christine Foulon, religieuse assomptionniste. Ancien général de corps d'armée et ancien directeur de l'IHEDN, Benoît Durieux est nommé le 5 septembre à la tête des Foyers de charité,.

### Mise en place d'une commission de recherche
En juin 2023, une commission pluridisciplinaire est mise en place pour enquêter au sein des Foyers de charité afin de déterminer d'éventuelles « déviations théologiques » ayant pu conduire à des « abus spirituels et sexuels ».
François Jaclot président de la Fondation des Foyers de charité, refuse d'accepter une convention de recherche prévue avec l'École pratique des hautes études et de financer les travaux de la commission pluridisciplinaire. Le travail de la commission est alors arrêté le 1er décembre 2023.
Le 22 janvier 2024, une réunion se tient entre les représentants des membres de la commission et les trois délégués pontificaux (Michel Dubost, Laurent Landete et Christine Foulon) pour déterminer les conditions de la reprise du travail. Les membres de la commission rapportent : « nous avons été les témoins impuissants des fortes dissensions qui s'exprimaient entre nos interlocuteurs, dissensions auxquelles nous avons eu la conviction que notre commission servait de prétexte ».
Michel Dubost donne en janvier 2024 sa démission, qui est acceptée le mois suivant. En février 2024 Laurent Landete et Christine Foulon sont nommés codélégués pour diriger les Foyers de charité.

### Démission des membres de la commission
En mars 2024, les membres de la commission refusent les exigences des deux délégués pontificaux, qui selon eux remettent en cause leur indépendance, et démissionnent. Cette décision est prise à l'unanimité des membres. Pour Marie-Jo Thiel, membre de cette instance, les obstacles au travail entrepris ne sont pas venues de Michel Dubost : selon elle, on s'est servi de la commission sans écouter ses membres. Elle pressent qu'il existe au sein des Foyers « de gros intérêts de pouvoir, mais aussi matériels et financiers ». Elle révèle par ailleurs que la commission a eu « des témoignages d'abus de pouvoir, spirituel ou sexuels dans pratiquement tous les foyers. Le statut des « Pères » placés à la tête des foyers est un facteur de risque spécifique ».  

### Nouvelle commission
Une nouvelle commission voit le jour en janvier 2025. Ses travaux doivent s'achever en octobre 2026,,. L'un de ses membres, l'historien Florian Michel, professeur d'histoire contemporaine à l'Université Paris-I-Panthéon-Sorbonne, avait participé aux rapports des commissions de l'Arche et des frères de Saint Jean sur les abus de leurs fondateurs, où, selon lui, « Marthe Robin apparaît en toile de fond ». Il s'interroge sur le caractère systémique des abus et le rôle qu'aurait pu jouer « un schème initial qui serait celui de Marthe Robin et du père Finet ». Le choix de personnalités marquées politiquement comme Guillaume Drago, membre du Conseil scientifique de l'ISSEP, l'école de sciences politiques fondée par Marion Maréchal, ainsi que Pascal Thuillier, ancien prêtre de la Fraternité sacerdotale Saint-Pie-X et ancien aumônier de Civitas, interroge Pierre Vignon sur la capacité des membres de la commission à travailler ensemble. Le 31 janvier, la commission lance un appel à témoignages,.

## Affaires médiatisées
On a dénombré en 2025 une vingtaine de victimes d'abus sexuels de la part d'une demi-douzaine d'anciens pères des Foyers de charité. Seize dossiers ont été traités par la Commission reconnaissance et réparation à laquelle a adhéré l'œuvre.

### Georges Finet
En septembre 2019, à la suite d'un témoignage diffusé sur France Culture, une enquête interne est engagée concernant le père Georges Finet. Un rapport, publié en mai 2020, fait état de témoignages de 26 femmes, victimes d'agressions sexuelles alors qu'elles étaient pour la plupart mineures et scolarisées dans l'école du foyer de Châteauneuf-de-Galaure,. En juin, Moïse Ndione, modérateur des Foyers de la charité, annonce que Georges Finet est accusé par plus de 20 nouveaux témoignages. En septembre 2020, d'anciennes élèves des Foyers de Charité portent plainte contre X pour diffamation et veulent prendre la défense du père Finet. De même, la famille de Georges Finet conteste les comportements déviants attribués à leur parent,.
Dans le même foyer, un prêtre est suspendu de ses fonctions en février 2025 après les signalements de cinq à dix femmes avec lesquelles il aurait eu des relations sexuelles, notamment lors de retraites spirituelles. Il est accusé par ces femmes d'avoir exercé sur elles une emprise. L'une d'elles dénonce un viol. L'évêque de Valence a ouvert une enquête préalable canonique.

### Foyer de charité de Baye

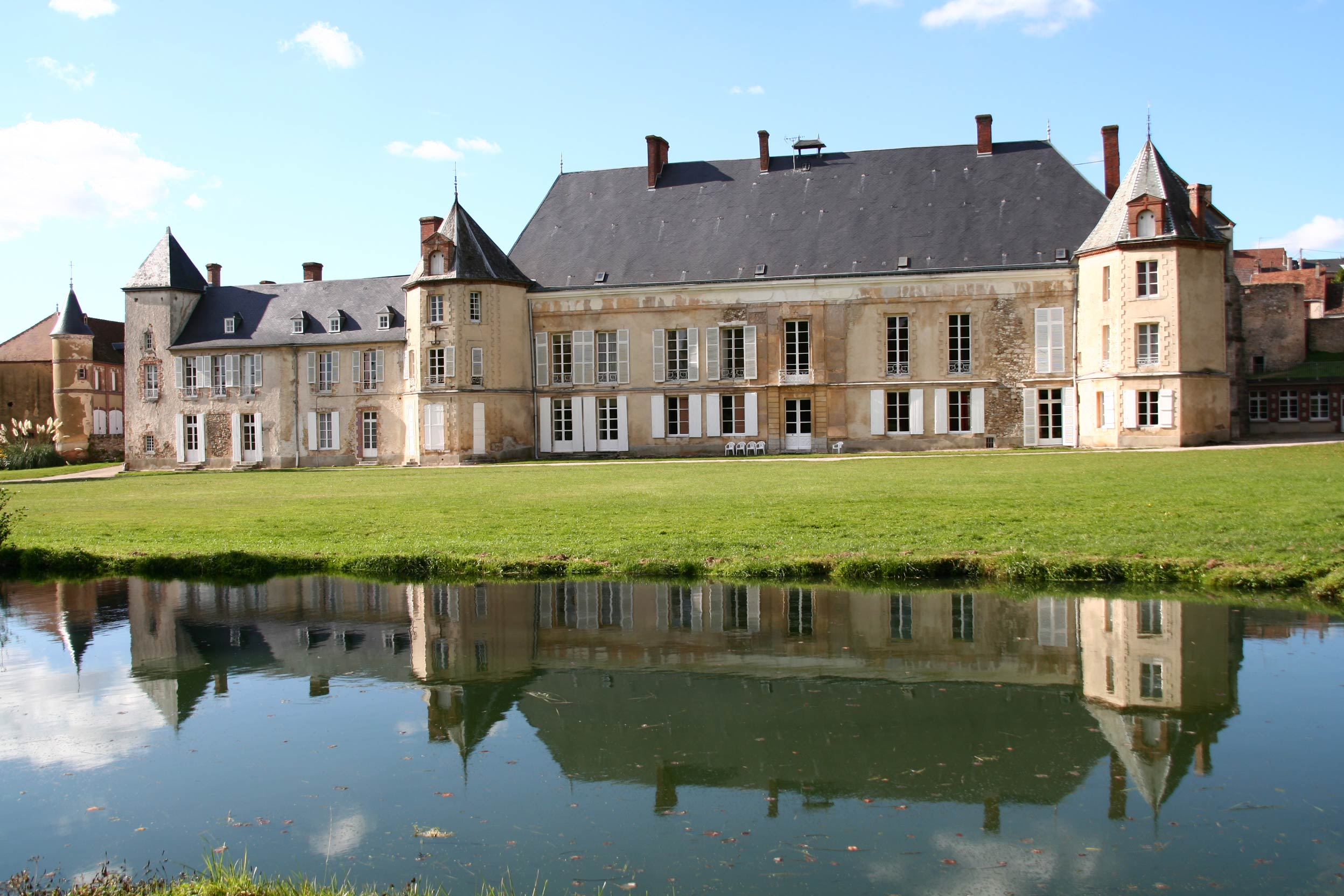
Foyer de charité de Baye.

Au sein du Foyer de charité de Baye, le père Michel Blard, a été reconnu par les autorités ecclésiales coupable de violences sexuelles à l'encontre de mineurs.

### Foyer de charité de Tressaint
Le prêtre André Marie Van Der Borght rencontre Marthe Robin en 1960. Elle l'incite alors à devenir Père d'un Foyer. C'est en 1966 qu'il fonde le Foyer de charité de Tressaint, près de Dinan.
Les Foyers de charité dévoilent en 2018 qu'André Marie Van Der Borght a eu des gestes déplacés et des comportements inappropriés à l'égard de plusieurs femmes,. Près de 90 femmes affirment avoir été agressées sexuellement par André-Marie Van Der Borght, notamment pendant la confession ou l'accompagnement spirituel. Les faits allégués concernent des majeures, mais aussi des mineures. Il interrogeait ses interlocutrices sur des questions sexuelles, ses mains caressant alors un sein ou les fesses. Son comportement était systématique.
André-Marie Van Der Borght meurt en 2004 et Hervé Gosselin lui succède. D'anciennes pensionnaires informent ce dernier des agressions sexuelles subies. Toutefois pendant les douze années où il dirige le foyer de charité de Tressaint, il s'efforce de passer sous silence les témoignages. En 2015, il est nommé évêque d'Angoulême et quitte le foyer. En juin 2023, Mediapart publie une enquête qui affirme qu'il « continue d'exercer des pressions sur les victimes et les lanceuses d'alerte »,.
Par ailleurs, en 1993, un homme, laïc consacré, a été déplacé au foyer de Châteauneuf-de-Galaure, puis au Pérou peu après des dénonciations pour agressions sexuelles. Finalement en 2022, alors qu'il est âgé de 72 ans, il est condamné par le tribunal de Saint-Malo, pour des agressions sexuelles sur quatre femmes de la communauté dans les Foyers de charité de Tressaint et de Dinard,

### Foyer de charité de Courset

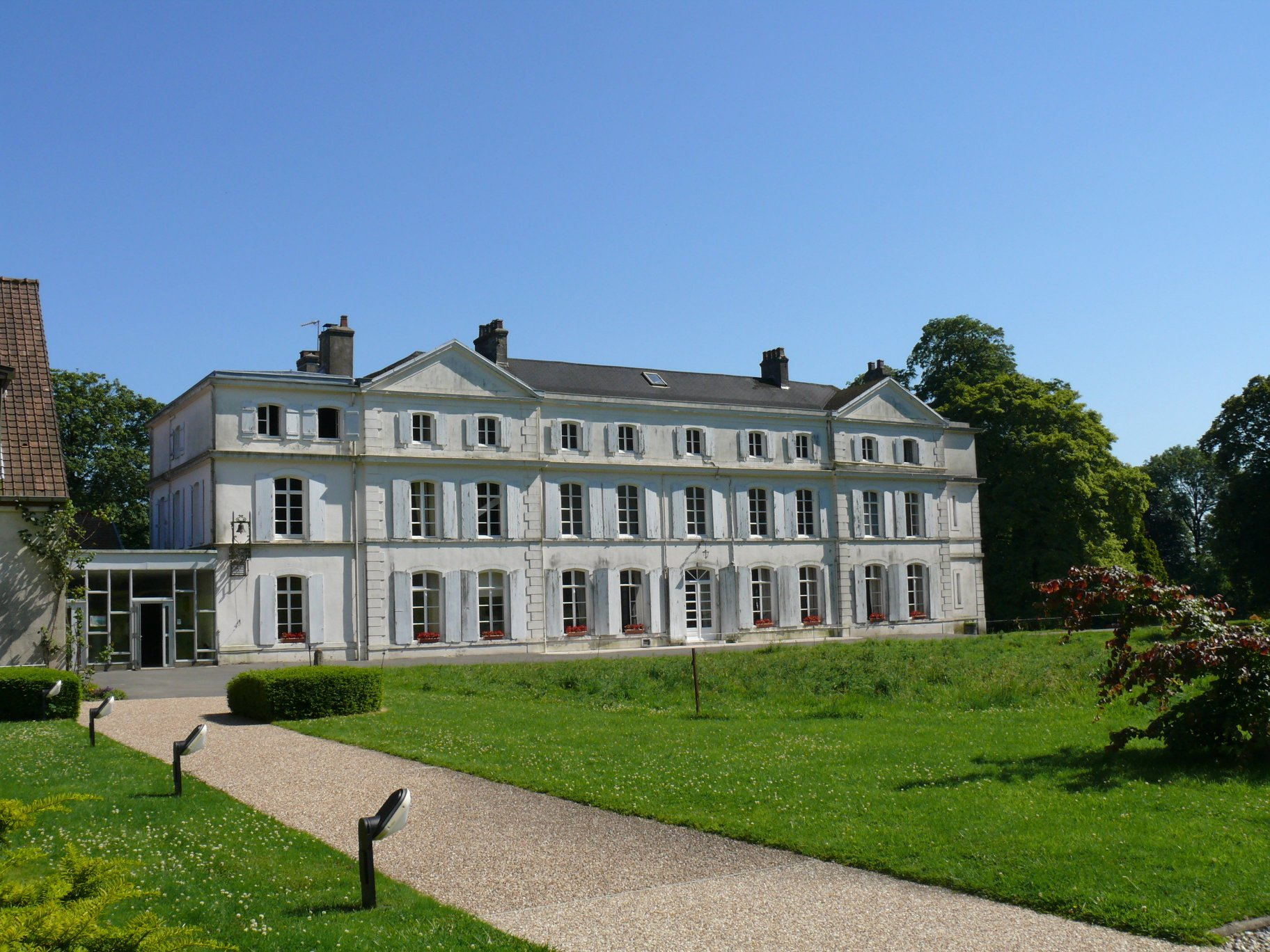
Foyer de charité de Courset.

Michel Tierny (1924-2011) est le fondateur et responsable du Foyer de charité de Courset, dans le Pas-de-Calais, ouvert en 1971 et d'une école ouverte en 1975, l'école Sainte Odile. 
En 2020, une plainte, via une lettre ouverte, accuse Michel Tierny, d'abus spirituels, d'abus sexuels et d'abus d'autorité. Le prêtre est démis de ses fonctions en 2006 par Jean-Paul Jaeger, évêque d'Arras, après lui avoir avoué ces faits. Cependant, Jean-Paul Jaeger ne prévient pas la justice. Michel Tierny réside alors à Arras sans exercer de mission ecclésiastique et meurt en 2011,. En 2022, une plainte est déposée par une ancienne élève du Foyer de charité de Courset.

### Foyer de charité de Spa
En Belgique, Henri Oury (1914-1987) a fondé en 1957 le Foyer de Charité de Spa, située à Nivezé près de Spa, et l'a dirigé jusqu'à sa mort en 1987. En 2020, le Foyer de charité de Spa révèle que le prêtre s'est rendu « coupable d'abus sexuels, d'abus de pouvoirs et d'abus d'autorité pendant trente ans »,.